# Pravi zajec
Pravi zajci (znanstveno ime Lepus) poseljujejo Evrazijo, večino Afrike in Severno Ameriko. Vse vrste so si med seboj bolj ali manj podobne, tako da jih je pogosto težko razlikovati. Štiri druge leporidne vrste iz rodov Caprolagus in Pronolagus tudi imenujemo »zajci«. Te živali se premikajo zelo hitro. Evropski rjavi zajec lahko teče s hitrostjo do 70 km/h. Običajno te dolgouhe živali plašne, v času parjenja pa samci zaradi postavljanja pred samicami večinoma spremenijo svoje vedenje.

## Klasifikacija
- Rod Lepus 
  - Podrod Macrotolagus
    - Lepus alleni (antilopski zajec)

  - Podrod Poecilolagus
    - Lepus americanus (snežni zajec)

  - Podrod Lepus
    - Lepus arcticus (arktični zajec)
    - Lepus othus (aljaški zajec)
    - Lepus timidus (planinski zajec)

  - Podrod Proeulagus
    - Lepus californicus (črnorepi zajec)
    - Lepus callotis
    - Lepus capensis (kapski zajec) Lepus capensis 
    - Lepus flavigularis
    - Lepus insularis
    - Lepus saxatilis
    - Lepus tibetanus
    - Lepus tolai

  - Podrod Eulagos
    - Lepus castroviejoi
    - Lepus comus
    - Lepus coreanus
    - Lepus corsicanus
    - Lepus europaeus (poljski zajec)
    - Lepus granatensis
    - Lepus mandschuricus
    - Lepus oiostolus
    - Lepus starcki
    - Lepus townsendii

  - Podrod Sabanalagus
    - Lepus fagani
    - Lepus microtis

  - Podrod Indolagus
    - Lepus hainanus
    - Lepus nigricollis
    - Lepus peguensis

  - Podrod Sinolagus
    - Lepus sinensis

  - Podrod Tarimolagus
    - Lepus yarkandensis

  - Incertae sedis
    - Lepus brachyurus
    - Lepus habessinicus